# Полинуклеотид
Полинуклеотидът е биополимер изграден от 13 или повече нуклеотидни мономера, свързани ковалентно във верига. ДНК (дезоксирибонуклеинова киселина) и РНК (рибонукеинова киселина) са типични примери за полинуклеотиди, имащи различна функция. Представката поли идва от гръцкото πολυς (много). ДНК се състои от две полинуклеотидни вериги, комплементарни една на друга и усукани под формата на спирала.

## Секвенция
РНК и ДНК не са идентични по състав полинуклеотиди, но и двата типа молекули са изградени от само четири различни вида нуклеотиди.

## Полинуклеотиди в живите организми
Полинуклеотидите се срещат във всички живи организми. Геномът на всяко живо същество е изграден от една или няколко (до хиляди) линейни или циклични двойно верижни молекули ДНК, съхраняващи и предаващи в поколението генетичната информация на индивида. РНКовите полинуклеотиди имат множество и най-разнообразни функции, предимно свързани с реализацията на наследствената информация.